# Anatolij Solovjanenko
Anatolij Solovjanenko (ukr. Анатолій Борисович Солов'яненко), operni pjevač, jedan od najznačajnijih tenora svoga vremena[nedostaje izvor]. 

## Odlikovanja i nagrade
- Narodni umjetnik SSSR-a (1975.)